# 阿尔弗雷德·柯日布斯基
阿尔弗雷德·柯日布斯基（Alfred Korzybski，1879年7月3日—1950年3月1日），美籍波兰裔哲学家，普通语义学的创始人。柯日布斯基认为人类对世界的认识受到神经系统与人类语言的双重限制，没有人能够直接了解实在，我们所了解的都是经大脑反应过滤后的实在。他最知名的格言是“地图非疆域”（The map is not the territory）。

## 生平
柯日布斯基出生于波兰的贵族家庭。早年他曾在华沙理工大学学习化学工程。第一次世界大战期间，他代表俄国政府赴美国洽购军火。此后他留在美国，1940年加入美国国籍。其主要代表作为《人类成年时期》（Manhood of Humanity，1921年）与《科学与健全精神：非亚里士多德体系与普通语义学入门》（Science and Sanity: An Introduction to Non-Aristotelian Systems and General Semantics）。其中后者标志着普通语义学派的正式成立。1938年，他在芝加哥创立了普通语义学研究所。